# Médillac
Médillac – miejscowość i gmina we Francji, w regionie Nowa Akwitania, w departamencie Charente.
Według danych na rok 1990 gminę zamieszkiwało 177 osób, a gęstość zaludnienia wynosiła 30 osób/km² (wśród 1467 gmin regionu Poitou-Charentes Médillac plasuje się na 818. miejscu pod względem liczby ludności, natomiast pod względem powierzchni na miejscu 1037.).